# Destructor
Destructor ist eine US-amerikanische Power- und Thrash-Metal-Band aus Cleveland, Ohio, die im Jahr 1984 gegründet, Anfang der 1990er-Jahre aufgelöst und 1999 neu gegründet wurde.

## Geschichte
Die Band wurde im Jahr 1984 von dem Sänger und Gitarristen Dave Overkill, dem Gitarristen Pat Rabid, dem Bassisten Paul Warhead und dem Schlagzeuger Matt Flammable gegründet. Zusammen entwickelten sie einige Lieder und hielten einige Konzerte. Bereits beim ersten Auftritt im The Pop Shop im Jahr 1984 wurde Auburn Records auf die Band aufmerksam und nahm diese schließlich unter Vertrag. Die Band begab sich in die Suma Recording Studios, um das Debütalbum zusammen mit Produzent Paul Hamann aufzunehmen. Während der Aufnahmen kam der Bassist Dave Holocaust zur Besetzung. Maximum Destruction erschien im Jahr 1985 bei Auburn Records. Das Album erschien in Europa über Roadrunner Records und wurde 1999 bei Listenable Records wiederveröffentlicht. Die Band spielte als Vorband für andere Gruppen wie Anthrax, Slayer und Megadeth.
Im Jahr 1987 begab sich die Band mit dem Produzenten Jim DeMain in die Beachwood Studios, um das zweite Album Decibel Casualties aufzunehmen. Das Album wurde jedoch nie veröffentlicht. Am 1. Januar 1988 wurde der Bassist Dave Iannicca erstochen. Die Band versuchte einen passenden Bassisten zu finden, jedoch gelang es der Band nicht das Album Decibel Casualties fertigzustellen. Die Gruppe war mit dem Lied Storm of Steel auf der Kompilation Heavy Artillery im Jahr 1990 zu hören. Die Kompilation war Dave Iannicca gewidmet. Da die Band noch immer keinen passenden Bassisten finden konnte und durch ausbleibenden Erfolg löste sich die Band Anfang der 1990er-Jahre auf.
Durch die Wiederveröffentlichung von Maximum Destruction von Listenable Records im Jahr 1999, erreichte die Band wieder Aufmerksamkeit, sodass sich die Band im Jahr 2000 ins Studio begab, um neues Material aufzunehmen. Listenable Records war jedoch mit dem aufgenommenen Material nicht zufrieden, sodass das aufgenommene Material nie veröffentlicht werden sollte. Das Fehlen eines festen Bassisten bereitete der Band zudem noch immer Probleme. Das Lied The Triangle, entstanden bei diesem Aufnahmeprozess, erschien auf der Kompilation Metal Crusade Vol. IV von dem Magazin Heavy, oder was!?.
Im Jahr 2002 kam Jamie Walters als fester Bassist zur Band. Im Januar 2003 erreichte die Band einen neuen Vertrag mit Auburn Records. Die Band arbeitete zusammen an neuem Material und betrat im Frühling 2003 zusammen mit Produzent Don Depew das 609 Recording Studio, um das Album Sonic Bullet aufzunehmen.  Der Tonträger wurde im Sommer veröffentlicht und enthielt fünf neue Lieder, zwei Lieder aus dem Aufnahmen des Jahres 2000 und zwei Live-Stücke aus dem Jahr 2002. Im Sommer 2003 trat die Band auf dem 6-Pack Weekend in Cleveland auf, auf dem auch Candlemass und Trouble vertreten waren. Ein weiterer Auftritt fand auf dem Bang Your Head in Balingen statt. Zudem spielte die Band als Vorgruppe für eine Tour von Iron Maiden, Dio und Motörhead durch Cleveland.
Im Jahr 2007 erschien das Album Forever in Leather über Auburn Records.

## Stil
Die Band spielt eine Mischung aus Power- und Thrash-Metal, wobei die Lieder klanglich an die Werke von Exodus erinnern.

## Diskografie
- Maximum Destruction (Album, 1985, Auburn Records, Roadrunner Records (Europa))
- Smash Your Skulls With Power (Demo, 1985, Eigenveröffentlichung)
- Decibel Casualties (Demo, 1987, Eigenveröffentlichung)
- Power Aggression (Demo, 1987, Eigenveröffentlichung)
- Demo (Demo, 1999, Eigenveröffentlichung)
- Sonic Bullet (Album, 2003, Auburn Records)
- Nunlaughter / Destructor (Split mit NunSlaughter, 2007, Hells Headbangers Records)
- Storm of Steel (EP, 2007, Auburn Records)
- Forever in Leather (Album, 2007, Auburn Records)
- Metal Spike Deep – Live From Cleveland (Single, 2010, Shadow Kingdom Records)
- Live Cleveland 1985 (Live-Album, 2011, Heavy Metal Super Star Records)
- Back in Bondage (Album, 2016, Pure Steel Records)